# Kasaberget (vid Bergstad, Kyrkslätt)
Kasaberget är en kulle i Finland.   Den ligger i den ekonomiska regionen  Helsingfors  och landskapet Nyland, i den södra delen av landet, 27 km sydväst om huvudstaden Helsingfors. Toppen på Kasaberget är 37 meter över havet.
Terrängen runt Kasaberget är platt. Havet är nära Kasaberget åt sydost.  Närmaste större samhälle är Esbo, 19,5 km norr om Kasaberget. 